# Andelaroche
Andelaroche ist eine französische Gemeinde mit 217 Einwohnern (Stand 1. Januar 2022) im Département Allier in der Region Auvergne-Rhône-Alpes (bis 2015 Auvergne). Sie gehört zum Arrondissement Vichy und zum Kanton Lapalisse. Die Bewohner werden Andelarochois genannt.

## Lage
Die Gemeinde Andelaroche liegt an der Grenze zum Département Loire, 26 Kilometer nordöstlich von Vichy. Hier entspringt der Bach Andan, der zur Besbre entwässert. Nachbargemeinden von Andelaroche sind Loddes im Norden, Montaiguët-en-Forez im Nordosten, Saint-Martin-d’Estréaux im Südosten, Saint-Pierre-Laval im Süden, Droiturier im Südwesten und Westen sowie Barrais-Bussolles im Nordwesten.

## Geschichte
Andelaroche wird im Jahr 1292 erstmals überliefert, als Audin de Gléné in einer Urkunde als Grundherr genannt wird. Diese Familie blieb bis zum 16. Jahrhundert im Besitz des Dorfes. 

## Bevölkerungsentwicklung
| Jahr                       | 1962 | 1968 | 1975 | 1982 | 1990 | 1999 | 2006 | 2016 | 2022 |
| Einwohner                  | 390  | 371  | 357  | 300  | 288  | 267  | 280  | 258  | 217  |
| Quellen: Cassini und INSEE |      |      |      |      |      |      |      |      |      |

## Sehenswürdigkeiten

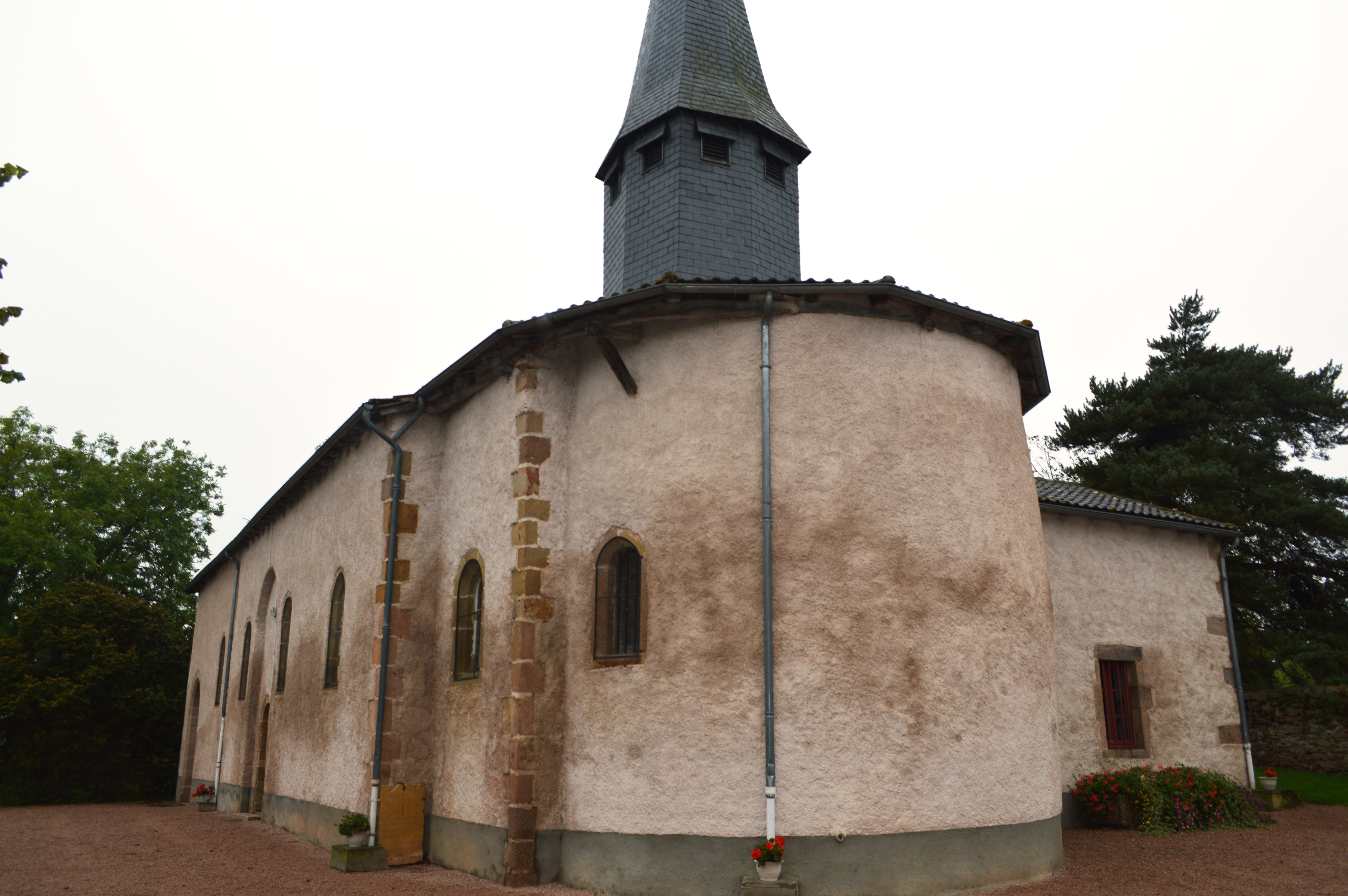
Kirche St-Pierre
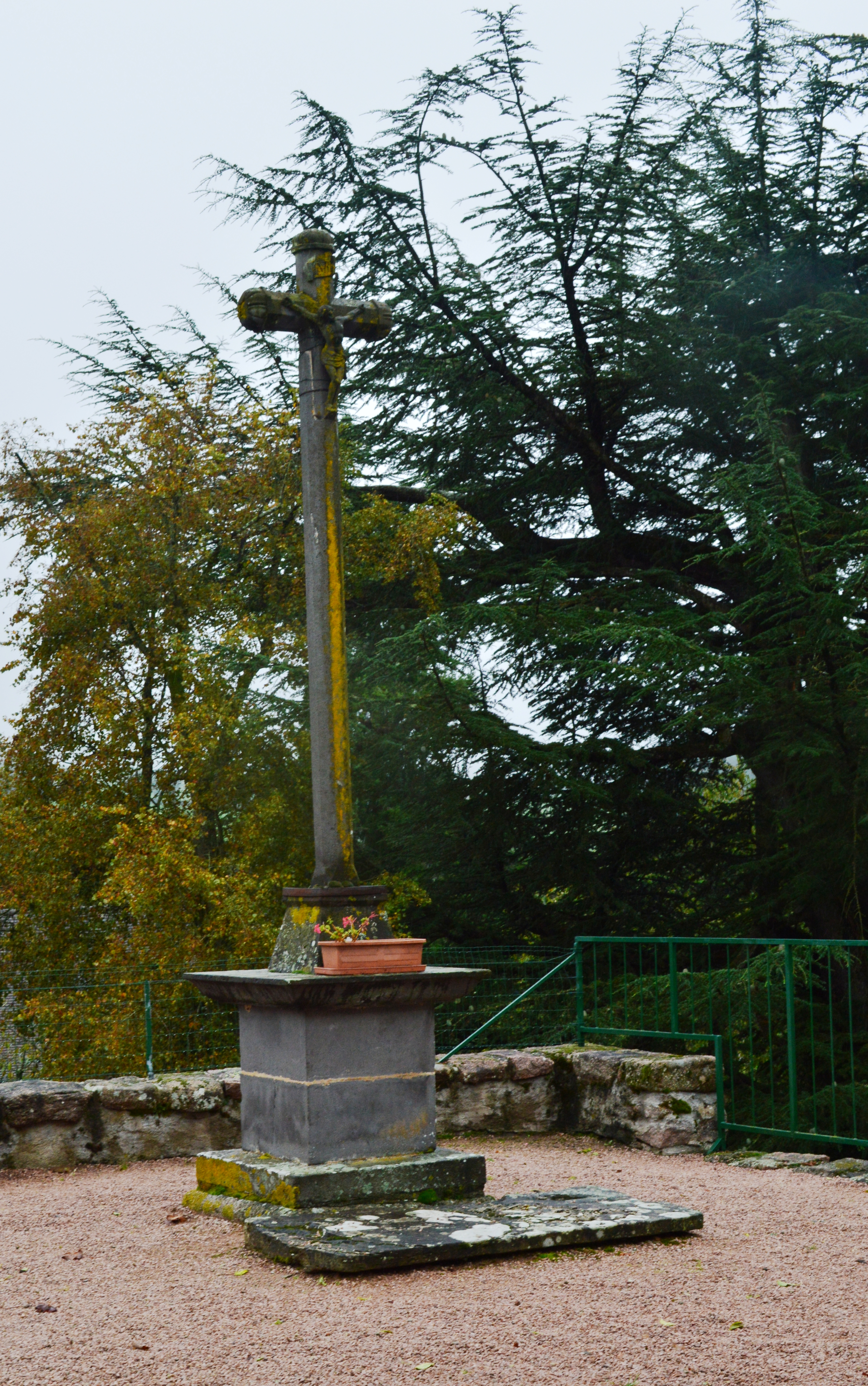
Wegkreuz
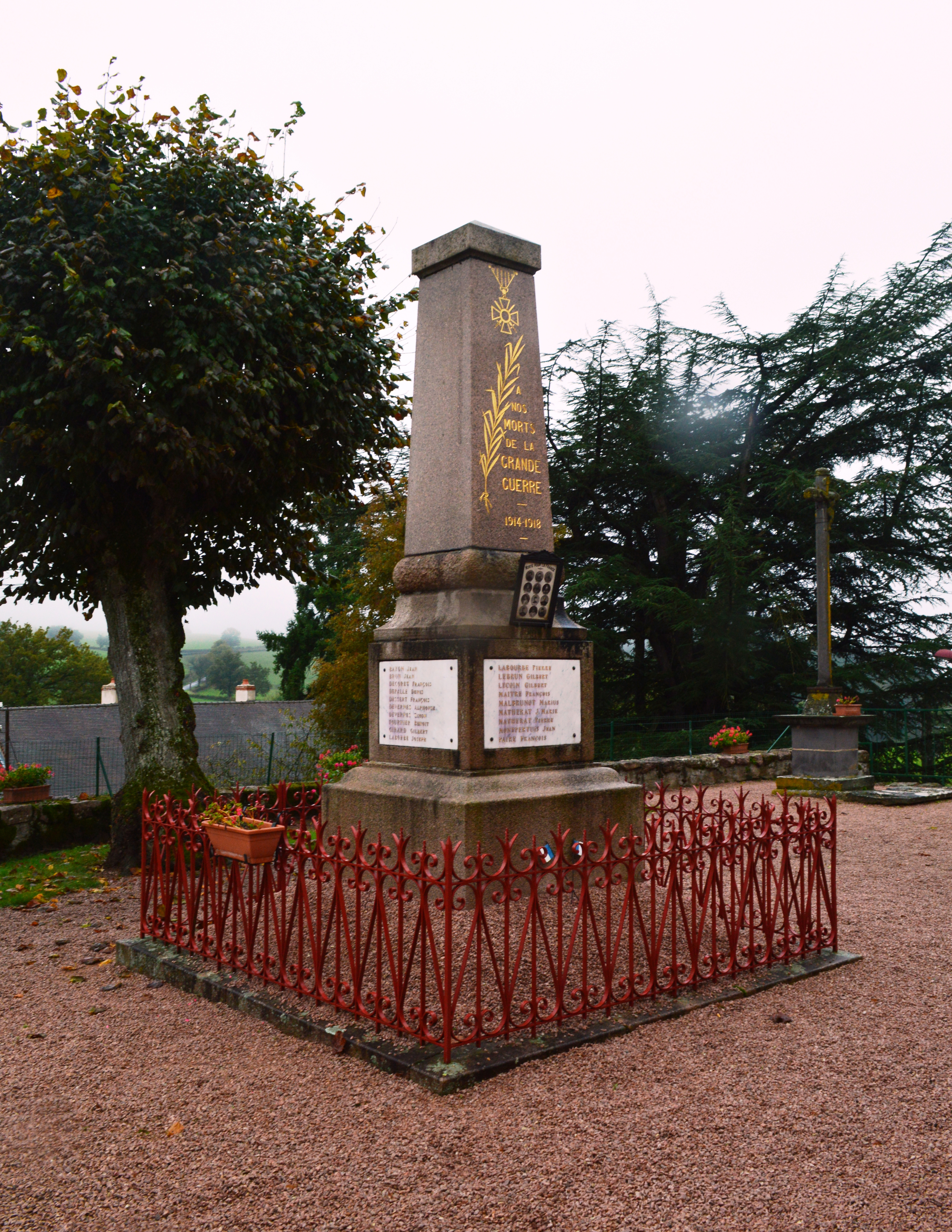
Gefallenendenkmal

- Schloss Le Gagin
- Schloss Gléné Bas

- Kirche St-Pierre
- Wegkreuz
- Gefallenendenkmal